# Wilczków (powiat średzki)
Wilczków – wieś w Polsce położona w województwie dolnośląskim, w powiecie średzkim, w gminie Malczyce.

## Podział administracyjny
W latach 1975–1998 miejscowość należała administracyjnie do województwa wrocławskiego.

## Nazwa
Historyczne nazwy miejscowości:
- 1251 - Wilsow
- 1770 - Wiltschkau
- 1905 - Wültschkau
- 1946 - Wilczków

Nazwa jest prawdopodobnie nazwą dzierżawczą od przezwiska Wilk, bardzo popularnego w XII-wiecznej Polsce. Według niemieckiego językoznawcy Heinricha Adamy’ego nazwa miejscowości wywodzi się od polskiej nazwy drapieżnika wilka. W swoim dziele o nazwach miejscowości na Śląsku wydanym w 1888 roku we Wrocławiu wymienia on najwcześniejszą nazwę wsi jako Wiltschka (pol. Wilczka) podając jej znaczenie "Wolfsdorf" czyli po polsku "Wieś wilków". Nazwa wsi została później fonetycznie zgermanizowana na Wiltschkau i utraciła swoje pierwotne znaczenie.

## Zabytki
Do wojewódzkiego rejestru zabytków wpisane są:
- kościół parafialny pw. Matki Boskiej Różańcowej, z 1320 r., przebudowany w latach: 1705, 1905
- zespół folwarczny, z drugiej połowy XIX w., ul. Mleczarska:
  - osiem oficyn mieszkalno-gospodarczych
  - spichrz
  - park pałacowy
  - grobowiec Oskara von Wentzela, ostatniego właściciela pałacu

nieistniejący:
- piętrowy neorenesansowy pałac wybudowany w  1905 r. nad stawem. Zniszczony w 1945 r.[7]

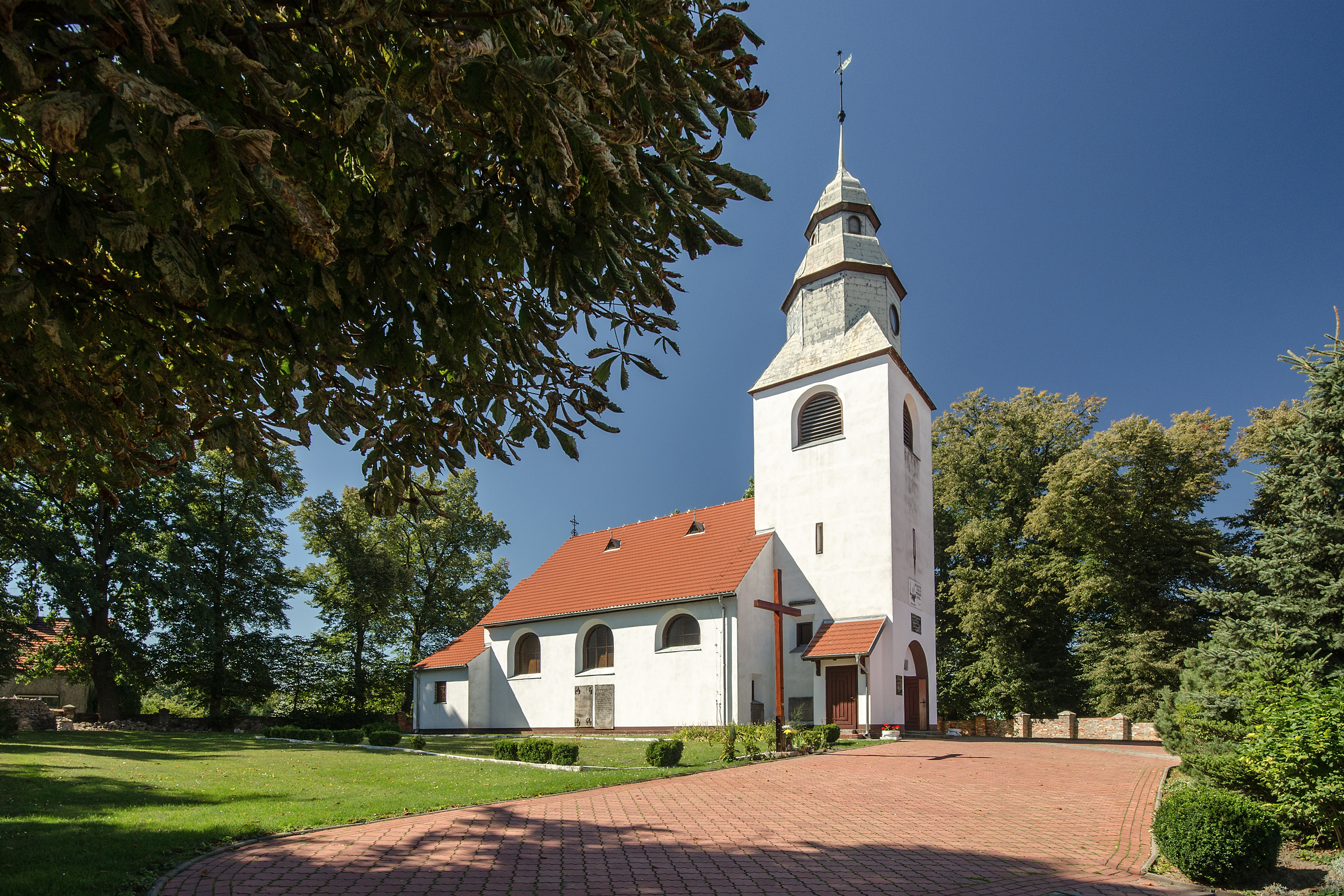
Kościół Matki Boskiej Różańcowej
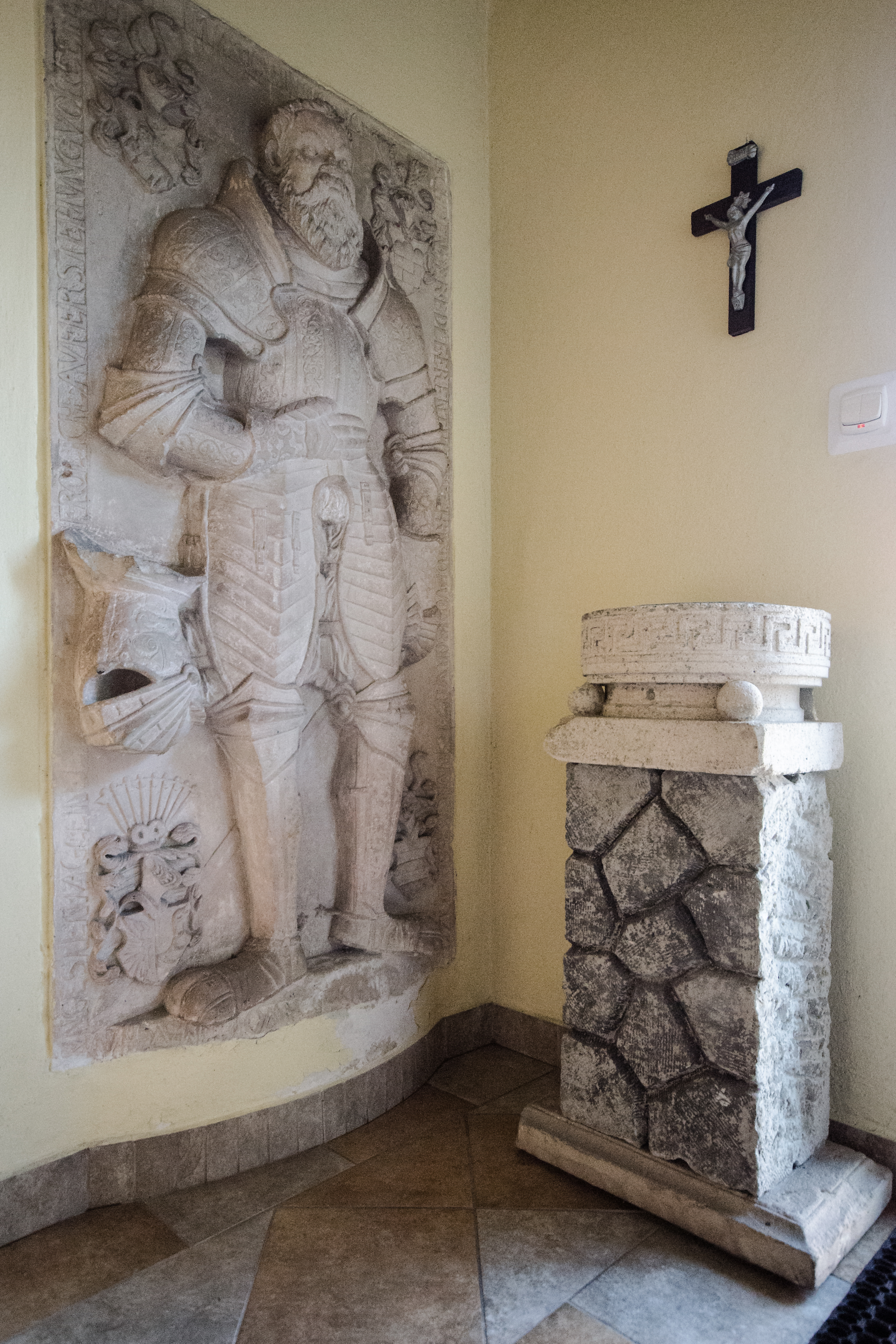
Chrzcielnica w kościele